# Tännforsen
Der Wasserfall Tännforsen ist einer der mächtigsten Wasserfälle Schwedens. Er liegt 22 Kilometer nordwestlich der Ortschaft Åre am Oberlauf des Flusses Åreälven, wo der Fluss mehrere Seen bildet. Der See Tännsjön ergießt sich über den Tännfors in den 37 Meter tiefer gelegenen See Östra Noren. Das Gebiet rund um den Wasserfall ist Naturschutzgebiet und leicht zugänglich.

## Medien
- Der größte europäische Seewasserfall Tännforsen – Teil 1 (5037 kB)
- Teil 2 (4232 kB)

Tännforsen im Juli 2019 aufgenommen
Tännforsen im Juli 2019 aufgenommen
Tännforsen im Juli 2019 aufgenommen